# State of Mind
State of Mind (Originaltitel: The United States of Leland, deutsche Alternativtitel: 20 Messerstiche, Solitude – Die geheimnisvolle Welt des Leland Fitzgerald) ist ein US-amerikanischer Film von Matthew Ryan Hoge aus dem Jahr 2003. Der Film basiert auf dem Roman Der Fremde von Albert Camus.

## Handlung
Der 16-jährige Leland P. Fitzgerald tötet ohne erkennbaren Grund den geistig behinderten Ryan, Bruder seiner Freundin Becky, mit 20 Messerstichen. Im Gefängnis lernt er den Gefängnislehrer Pearl Madison kennen. Dieser wittert in der Geschichte einen möglichen Bestseller und begibt sich auf die Suche nach den Motiven der Tat. Er unterstützt Leland außerdem in seinem Wunsch, seine Sicht der Dinge in einem Schulheft niederzuschreiben, indem er ihm hilft, es in seine Zelle zu schmuggeln.
Derweil ist die Gemeinde von dem Mord schockiert und in Lelands Familie versucht jeder auf seine Weise, die Tat zu verarbeiten. Familienvater Harry Pollard holt seinen Revolver aus dem Versteck und spielt mit der Vorstellung, sich an Leland zu rächen. Die zweite Tochter Julie wird durch ihre Trauer weiter von ihrem Freund Allen entfernt, der mit ihr im Haus der Pollards wohnt, und die drogensüchtige Becky nimmt Reißaus zu ihrem Dealer. Dieser war auch der Grund, warum sie sich nie fest an Leland binden wollte und ihn am Tag des Mordes zusammen mit Ryan versetzte.
Lelands Vater Albert Fitzgerald ist ein berühmter Romanschriftsteller, der in Europa lebt. Die Beziehung zu seinem Sohn beschränkte sich nach seiner Scheidung vor über zehn Jahren auf das halbjährliche Schenken von Flugtickets. So sollte Leland selbst Erfahrungen in der Welt sammeln. Erst als Albert zufällig durch einen Zeitungsartikel von der Tat seines Sohnes erfährt, kommt er wieder nach Hause. In einem Hotel spürt ihn Pearl Madison auf, um weitere Informationen über Leland zu recherchieren. Albert durchschaut seine Absichten, weist ihn ab und erwirkt durch die Meldung dieses Vorfalls, dass Pearl zu einer anderen Klasse versetzt wird.  
Allen will Julie nicht verlieren. Nachdem er zufällig Harrys Schusswaffe findet, plant er, sich an Leland zu rächen, indem er sich wegen eines Raubüberfalls ins Gefängnis einweisen lässt. Dort entwendet er Pearl Madison sein Frühstücksmesser, das er unbedacht mit ins Gefängnis genommen hatte, und tötet Leland.
Mithilfe von Lelands Schulheft (das, nach einer Ergänzung Lelands, mit „The United States of Leland P. Fitzgerald“ überschrieben ist und im Originaltitel aufgegriffen wird) sowie ihren häufigen Gesprächen versuchen Pearl und Leland, die Motivation für den Mord an Ryan zu benennen. Leland erkennt, durch eigene Erfahrungen begünstigt, in allen Menschen, denen er begegnet, eine „Traurigkeit“, wie sie durch jede unerfüllte Liebe, jede Sehnsucht oder Enttäuschung hervorgerufen wird. Diese ist für ihn ein prägender Eindruck, wohingegen die Einteilung der Welt in Gut und Böse oder die Koppelung dieser an Gott und den Teufel ihm menschengemacht und eher vorgeschoben scheint. Leland wollte Ryan die vielen Jahre dieser Traurigkeit ersparen, die ihm als geistig Beeinträchtigtem seiner Meinung nach bevorstünden (so Leland über Ryan: „Er wusste, dass ihn niemand für einen normalen Jungen hielt. Die Leute lachten ihn entweder aus oder sie hatten Mitleid mit ihm.“).

## Produktion und Veröffentlichung
Der Film wurde in Los Angeles gedreht. Er hatte seine Weltpremiere am 18. Januar 2003 auf dem Sundance Film Festival. Am 15. Mai 2003 wurde er auf den Internationalen Filmfestspielen von Cannes vorgeführt. Der Film spielte in den Kinos der USA ca. 344.000 US-Dollar ein.

## Rezeption
Das Lexikon des internationalen Films schrieb, der Film lasse „die Frage nach den Ursachen für Jugendgewalt unbeantwortet“ und konzentriere sich „auf die medialen Begehrlichkeiten, die das Verbrechen auslöst“. Er sei „überzeugend entwickelt und gut gespielt“, lenke jedoch „die Sympathien unmerklich auf den jugendlichen Mörder“.
Matthew Ryan Hoge wurde im Jahr 2003 für die Preise des Sundance Film Festivals und des Deauville Film Festivals nominiert.